# Dänemark-Denkmal

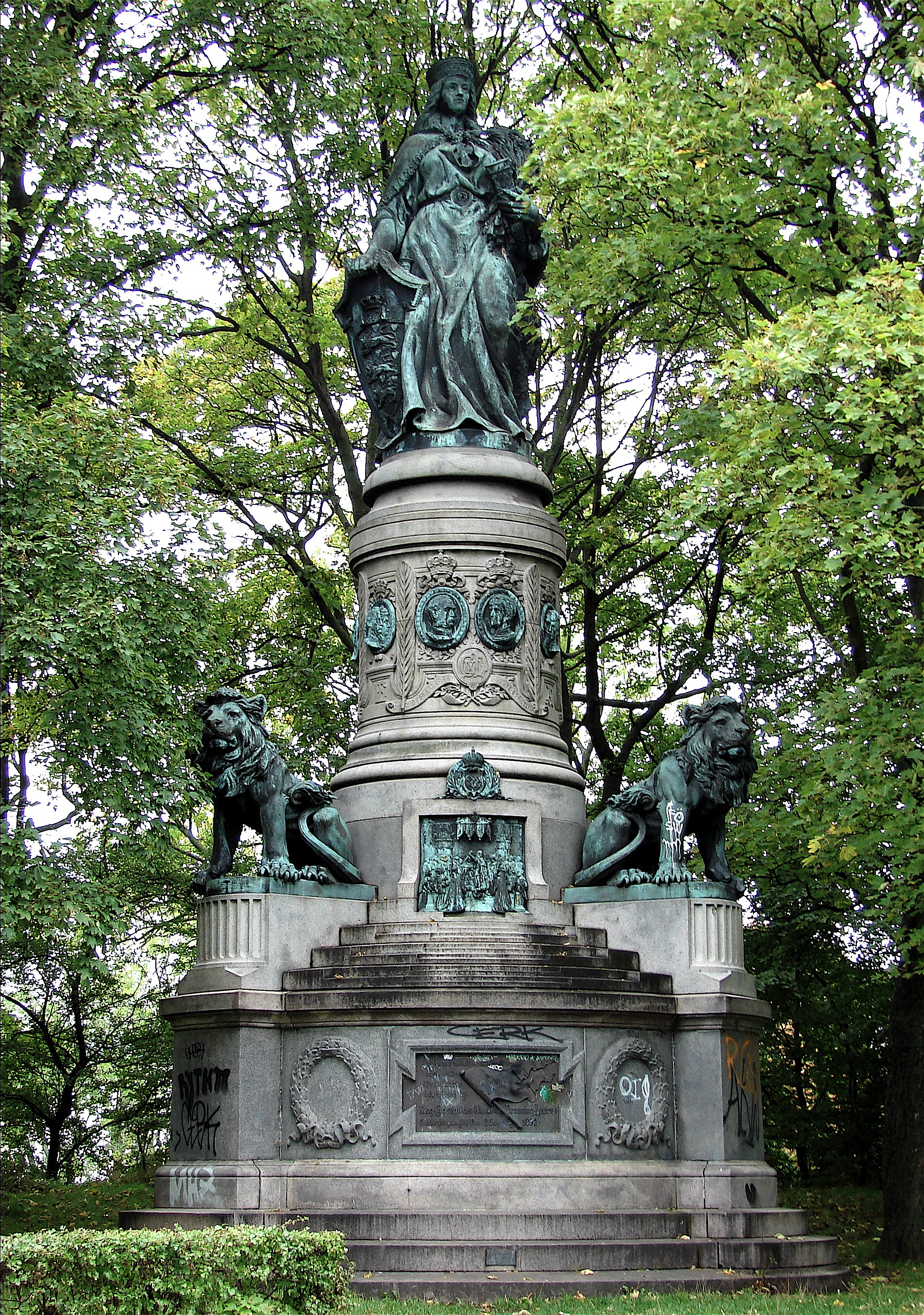
Dänemark-Denkmal

Das Dänemark-Denkmal (dänisch: Danmarksmonumentet) auch Goldene-Hochzeit-Denkmal (dänisch: Guldbryllupsmonumentet) genannt, ist ein Denkmal von Louis Hasselriis, das in Østre Anlæg in Kopenhagen errichtet wurde.

## Geschichte
Das Denkmal wurde anlässlich der goldenen Hochzeit von König Christian IX. und Königin Luise am 26. Mai 1892 errichtet. Das Paar war als die Schwiegereltern Europas bekannt, da mehrere ihrer Kinder Könige und Königinnen in ganz Europa waren. Das Denkmal wurde 1897 vor der Statens Museum for Kunst enthüllt, nachdem das Museum im Jahr zuvor eröffnet worden war. Die Kosten für das Denkmal beliefen sich auf etwa 96.000 DKK, die größtenteils durch eine Sammlung aufgebracht wurden.
Das Denkmal wurde mit großem Pomp präsentiert, aber das Urteil war hart und das Werk wurde verspottet und verhöhnt. 1919/1920 gelang es, das Denkmal im nahe gelegenen Østre Anlæg zu verstecken. Dort wurde es auf Pücklers Bastion in der Nähe des Bahnhofs Østerport aufgestellt, wobei die Vorderseite der Säule dem Bahngraben zugewandt war. Die Kosten für die Versetzung wurden auf ca. 100.000 DKK geschätzt. Das Denkmal steht noch heute auf der alten Bastion, wo es in den Sommermonaten zur Hälfte von hohen Laubbäumen verdeckt wird.
Aufgrund seiner abgelegenen Lage wurde das Denkmal mit Graffiti beschmiert und die Bronzereliefs verschwanden im Laufe der Jahre. Der Indre By Lokaludvalg versucht daher, das Denkmal zu versetzen. Im April 2022 erhielt der Ortsbeirat vom Forsvarsministeriets Ejendomsstyrelse eine Ablehnung des Vorschlags, das Dänemark-Denkmal in den Churchillparken zu versetzen. Das Lokalkomitee wird prüfen, ob ein Standort auf dem Hjalmar Brantings Plads in Frage kommt.

## Beschreibung
Das Denkmal hat einen runden Sockel mit drei Vorsprüngen, auf denen jeweils eine Löwenskulptur und in der Mitte eine Säule stehen. Auf der Spitze der Säule befindet sich eine Statue der Mutter Dänemarks, die einen Mantel, eine Krone, eine Trageschnalle aus der Bronzezeit und das mittelalterliche Dagmarkreuz trägt. In ihrem linken Arm hält sie ein goldenes Horn aus der germanischen Eisenzeit und in ihrer rechten Hand einen Schild mit den dänischen Löwen.
In einem Band um die Säule befinden sich Porträtmedaillons der königlichen Familie mit ihren Monogrammen. Darunter befinden sich drei Bronzereliefs, die wichtige Ereignisse im Leben des Königspaares darstellen, wie die Hochzeit und die Annahme der griechischen Krone durch ihren Sohn Georg. Auf dem Sockel befinden sich drei Bronzetafeln, auf deren Vorderseite zu lesen ist: Dyb Hengivenhed og sand Kjærlighed rejste dette mindesmærke i anledning af kong Christian 9. og Dronning Louises Guldbryllup den 26. Mai 1892. („Tiefe Zuneigung und wahre Liebe errichteten dieses Denkmal anlässlich der Goldenen Hochzeit von König Christian IX. und Königin Louise am 26. Mai 1892“). Die beiden anderen Tafeln tragen keine Inschrift.